# JORI
JORI（じょり、1972年6月2日 - ）は、山形県在住のフリーアナウンサー・ローカルタレント。山形・仙台などで活動。本名は奥田しんじ（おくだ しんじ）。

## 経歴
大阪府大阪市出身。大阪星光学院高等学校卒業、大阪大学大学院修了。

## 人物
- ハンチングがトレードマーク。
- レポーター時代、レポート先をもじった替え歌を歌いながら登場するネタが定番だった。[1]
- オタク全般をたしなむ（アニメ・漫画・オンラインゲームなど）。[2]
- 太めのキャラクターで「趣味はダイエット・特技はリバウンド」。
- 甘い物（特に、あんこ）が大好き。
- ボケ・ツッコミを交えたハイテンショントーク。
- 理系ジャンルにも詳しい。
- かつてはサラリーマンで、ゼネコンの設計部から山形県に高速道路を作るために赴任。
その後フリーアナウンサーに転身するという異例の経歴を持つ。[3]
- 学生時代にパフォーマンスサークルを主宰、関西で活動する小劇場の劇団にも所属していた。
- 山形県で会社員をしながら、アマチュアイベント（演劇・お笑いライブ・自主制作映像祭・総合芸術ライブ）を企画運営していた。
- 奥田しんじとして、時折、演劇にも出演することもある。
- 現在もフリーアナウンサーと並行して、番組やイベントの企画、ディレクター、ライター、編集などの裏方業務も行っている。
- にじぽり委員会を主宰し、地方でのオタク文化の振興やオタク的クリエイティブ活動を行っている。[4]

## 現在の担当番組

### ラジオ番組
- re:にじぽり（YBCラジオ）[5]
- アニぱん（*ゲツキンラジオ ぱんぱかぱ〜ん内 YBCラジオ）

## 過去の担当番組

### ラジオ番組
- オタク捜索 2次元ポリス（YBCラジオ 2016～2021）[6]
- J-SIDE STATION（Date fm 2014～2015）[7]
- SP5（YBCラジオ 2012～2013）
- BIG FRIDAY MIYAGI（Date fm 2013）
- Be Ambitious日大山形ハイスクールリポート（FM山形 2012～2013）[8]
- 岩崎敬のラジオロイド（FM山形 2010～2013）[9]
- スマイル宮城～ホープフロムレディオ（Date fm 2011～2012）[10]
- PUMP UP FRIDAY（Date fm 2007～2011）[11]
- B-Style☆FRIDAY（FM山形 2004～2009）[12]
- パワー全開!GO!GO!KIDS!（YBCラジオ 2005～2006）
- BOY RADIO FREEDOM "Get you Friday"（FM山形 2002）

### テレビ番組
- みっちゃん・ジョリのGO!GO!KIDS!TV!（YBCテレビ 2005～2006）

## ドラマ
- 土曜ワイド劇場「山形殺人ルート」（2001）
- 女と愛とミステリー「検事・近松茂道３　銀山温泉の殺人報告」（2003）[13]

## 舞台
- はじめ・ま・ＳＨＯＷ「ぷるぷるミレニアムバージョン」（2000年10月）
- はじめ・ま・ＳＨＯＷ「ぷるぷるＸ’ｍａｓバージョン」（2000年12月）
- はじめ・ま・ＳＨＯＷ「笑いの劇薬ぷるぷる９」（2001年1月）
- ドリキャムプレゼンツ「ひなひなパニック～三人患者と五人馬刺～」（2001年3月）
- はじめ・ま・超☆プロジェクト「月光シャーベット～Get me to shout "BUT…"～」（2001年5月）
- 県民ミュージカル「花咲平は夢の里」（2001年9月）[14]
- 山形市芸術文化協会発足２０周年・総合舞台劇「樹氷物語」（2004年9月）
- サイボーグの会第1回公演「RODOKU2005～君が一番輝いた時～」（2005年5月）
- サイボーグの会第2回公演「RODOKU2007～想い～」（2007年1月）
- SENDAI座プロジェクト『マクベス』- 山形県川西公演（2009年11月）
- 最上義光公没後四百年・よしあきフェスタ　長谷堂合戦絵巻（2013年10月・声の出演）
- 「御守護判定人と七人の守護霊」南陽市文化会館（2017年3月）[15]

など（他、大阪時代にも多数）

## 映画

### 自主制作映画
- KIZUNA（アドリブシアター 2001）
- 必殺まっしぐら（TAC 2001）
- クラシックボーイズ（アドリブシアター 2001）
- GIFT（樹組 2001）
- MAGIC WATER（樹組 2002）
- 銭湯夜曲（アドリブシアター 2003）[16]

など

## イベント企画
- 学祭特捜ガクサバン（1993-1994）
- 芸術戦士ゲーカイザー（2001.10）
- 総合芸術ライブ（BJN1）「remiXmas」（2001.12）
- 総合芸術ライブ（BJN2）「A/FOOL-izm」（2002.4）
- 総合芸術ライブ（BJN3）「remiXmas」（2002.12）
- WAHAHA本舗 with お笑いサクラン・ぽ（2003.3）
- お笑いさくらん・ポ in ART-市場（2003.4）
- お笑いさくらん・ポ in 東海林建設（2003.6）

など

## 制作

### ゲーム
- 弥勒菩薩NextDimension（にじぽり委員会 2021）[17]

### 音楽
- Lock me ～ぼさっとしてたらあなたが鍵をあけてしまった～ （弥勒菩薩ND 主題歌 作詞 2020）

### テレビ番組
- やまがた極楽温泉（2006-2007 取材ディレクター）
- おきたましりとりとらべる（YBCテレビ 2021 ディレクター）

など

### ラジオドラマ
- クリスマスなんて大嫌い。（FM山形「snow snow snow」2009 作・演出）
- いのり（YBCラジオ「SP5」2013 作・演出）

など

### ラジオ番組
- オタク捜索 2次元ポリス（企画）
- 月刊！めぎゅ誌（企画）

など

## その他
- CMナレーション・イベントMC
- ディレクター・ライター・編集・イベント企画・WEB製作

など